# Pontoclausia tomis
Pontoclausia tomis – gatunek widłonoga z rodziny Clausiidae. Nazwa naukowa tego gatunku skorupiaków została opublikowana w 1959 roku przez Mihaia Băcescu i F. Pora.